# August von Wassermann
Pour les articles homonymes, voir Wassermann.
August Paul von Wassermann (né le 21 février 1866 à Bamberg, mort le 16 mars 1925 à Berlin) était un immunologiste et bactériologue allemand (bavarois).

## Famille
August von Wassermann est issu d'une famille de banquiers juifs anoblis en 1910 en Bavière, à Bamberg et Berlin. Il est le fils cadet du banquier de la cour de Bavière, Angelo von Wassermann, et a épousé le 3 décembre 1895 Alice von Taussig (1874–1943), fille de Theodor von Taussig et sœur de l'artiste peintre Helene von Taussig (1879–1942), qui s'était convertie au catholicisme à l'âge adulte. Alice von Wassermann, tout comme ses sœurs Clara von Hatvany-Deutsch et Helene von Taussig, a été victime de l'Holocauste. Le fils d'August et d'Alice, Robert von Wassermann (1897–1943), s'est enfui en Belgique. À la fin des années 1930, Alice, gravement malade, avait émigré à Bruxelles auprès de son fils Robert, dont la femme n'était pas d'origine juive. Robert a été interné en 1940 au camp de Saint-Cyprien puis déporté en 1943 au camp de regroupement de Malines (Mechelen) où il a été assassiné.

## Biographie
August von Wassermann a réalisé ses études de médecine de 1884 à 1889 dans les universités d'Erlangen, de Vienne, de Munich[Laquelle ?] et enfin de Strasbourg, où il a obtenu son doctorat en 1888. Après avoir été admis, il s'est rendu à Berlin en 1890 comme volontaire, puis a rejoint en 1891 l'Institut prussien des maladies infectieuses récemment créé, dirigé par Robert Koch, établissement qui prit par la suite le nom d'Institut Robert Koch pour les maladies infectieuses. Après avoir obtenu son habilitation en 1901, August von Wassermann est devenu médecin assistant, puis médecin-chef et enfin — en succédant à Ludwig Brieger (1849-1919) — médecin en chef du département clinique de l'institut. En 1902, il a été nommé professeur extraordinaire.
En 1906, il prend la direction du département indépendant de thérapie expérimentale et de recherche sur les sérums. La même année, il met au point et publie avec Albert Neisser et Carl Bruck la « réaction Bordet-Wassermann », désignée par la suite comme « test de Wasserman », parfois abrégé en Wassermann, encore utilisée parfois de nos jours pour le dépistage de la syphilis.
À partir de 1908, Rhoda Erdmann est assistante de recherche à l'institut Robert-Koch. Elle y travaille avec Wassermann pour développer un vaccin contre le virus cyanolophia du poulet (aujourd'hui classé H7 Grippe aviaire hautement pathogène).
De 1913 à sa mort, Wassermann a été directeur de l'Institut Kaiser-Wilhelm pour la thérapie expérimentale nouvellement créé, à Berlin-Dahlem. En octobre 1914, il a signé le Manifeste des 93 intellectuels allemands. En 1921, il a été le premier lauréat du prix Aronson d'immunologie. De 1918 à 1925, Wassermann a été membre du conseil d'administration de la Fondation Prince Donnersmarck (de).
Ses restes se trouvent au columbarium de Gerichtstraße, à Berlin, où sa tombe fait partie de la liste des tombes d'honneur de la ville.

## Travaux scientifiques
August von Wassermann est principalement connu pour la réaction de Wasserman, mais il a également apporté de significatives contributions à de nombreux travaux de recherche dans les domaines de la bactériologie et de l'immunologie. C'est néanmoins, parmi ces travaux, le développement d'un test sérologique permettant de diagnostiquer la syphilis qui a eu le plus d'applications pratiques et a valu à Wassermann sa renommée internationale. Au cours de sa carrière, Wassermann s'est principalement intéressé aux méthodes de diagnostic et de traitement des maladies.
En 1902, Wassermann et Robert von Ostertag (en) ont développé conjointement un sérum polyvalent pour le traitement de la peste porcine. Cette maladie causait alors d'importants dommages dans le secteur de l'élevage, avec des taux de mortalité des porcelets pouvant atteindre 70 %. Grâce à la mise au point du traitement permis par le nouveau sérum, ce taux pouvait être abaissé entre 10 et 20 %. Tous les autres sérums thérapeutiques développés jusqu'alors n'étaient efficaces que sur certaines formes légères de la maladie. Même l'immunisation active des porcs contre la peste porcine n'avait pas conduit à une protection fiable, malgré de nombreuses tentatives effectuées. Les mesures d'hygiène mises en œuvre à l'époque dans les élevages n'étaient pas non plus suffisantes pour prévenir la maladie. L'efficacité du sérum mis au point par Wassermann et Ostertag s'explique par le nombre de souches bactériennes employées pour sa fabrication. En outre, les deux scientifiques ont systématiquement réalisé des tests en laboratoire avant chaque diffusion des lots de sérum produits, afin de vérifier leur efficacité protectrice contre la souche de peste porcine présente. Si ce n'était pas le cas, le sérum n'était pas utilisé. Dans les rapports des vétérinaires ayant utilisé ce sérum, l'efficacité de celui-ci est significative. Les résultats de la thérapie sérique ont encore pu être améliorés en la combinant avec une vaccination simultanée, proposée par Wassermann, Ostertag et Julius Bernhard Citron (d) . La vaccination active des animaux, réalisée simultanément avec la thérapie sérique, permettait l'immunisation durable du cheptel porcin contre la maladie.
Malgré son efficacité, l'usage du sérum contre la peste porcine a décru au fil du temps. En cause, un recours fréquent à la suite d'erreurs de diagnostic. Plusieurs maladies pouvaient être facilement confondues avec la peste porcine. De nouvelles recherches ont également conclu que la peste porcine était une maladie relativement rare. En outre, il n'était pas possible de déterminer de manière précise quels étaient les agents pathogènes responsables de cette maladie.
Les travaux de Wassermann sur le traitement de la peste porcine en 1906 avaient été couronnés de succès en laboratoire. Cependant, ils n'ont pas eu tellement d'impact concret, car c'est seulement à cette époque que l'on a découvert le véritable agent pathogène responsable de la peste porcine. La bactérie avec laquelle Wassermann travaillait était en fait impliquée dans une infection secondaire. Par conséquent, d'autres tentatives thérapeutiques ont été entreprises par la suite.
Le sérum polyvalent contre le méningocoque, développé par Wassermann en collaboration avec Wilhelm Kolle (en) en 1906, a eu davantage d'intérêts pratiques que le sérum contre la peste porcine. Il s'agissait du premier remède efficace pour traiter la méningite. Alors que la mortalité liée à cette maladie sans traitement sérique était de 65 à 80 %, et même de jusqu'à 100 % chez les nourrissons, elle pouvait être réduite à seulement 20% grâce à l'administration du sérum contre le méningocoque. Toutes les tentatives antérieures pour obtenir un sérum thérapeutiquement efficace avaient échoué. Wassermann et Kolle ont également développé une nouvelle méthode pour déterminer la teneur anticorps spécifiques dans le sérum thérapeutique. Comme les essais sur animaux n'étaient pas appropriés, ils se sont servi du test de fixation du complément selon la modification de Wassermann et Bruck (de). Des extraits de méningocoques ont été utilisés comme antigènes. Cette méthode a également été utilisée ultérieurement lors de l'évaluation officielle du sérum.
Wassermann a également réalisé des tentatives à partir de sérum de méningocoque desséché, pour installer une immunité locale aux méningocoques, dans la gorge de personnes en bonne santé, Son objectif était de prévenir la propagation de la maladie. Cependant, ces expériences semblent n'avoir débouché sur aucune application thérapeutique.
L'intérêt du sérum polyvalent contre les méningocoques a commencé à baisser lorsque l'on a constaté qu'il n'existait qu'une faible variété de méningocoques différents. Dès lors, on a partiellement opté pour l'administration d'un sérum monovalent ciblant l'agent pathogène spécifique présent chez le patient. À partir de 1912, les premières tentatives réussies de vaccination active des êtres humains contre les méningocoques ont été entreprises. Malgré cela, le sérum contre les méningocoques développé par Wassermann, Kolle et von Neufeld, s'est maintenu au deuxième rang parmi les sérums, derrière celui contre la diphtérie. En plus de réduire la mortalité, ce sérum écourtait la durée de la maladie et celle de la convalescence, tout en diminuant l'incidence des complications graves consécutives à la méningite. De nos jours, la méningite à méningocoques est traitée uniquement avec des antibiotiques.
Les recherches conduites sur les méningocoques par Kutscher, Wassermann et Kolle, ainsi que les travaux d'autres chercheurs ont permis de mieux comprendre le rôle de ces bactéries dans les causes de la méningite. Ces chercheurs ont également démontré que les méningocoques étaient toujours Gram-négatifs dans les tests de coloration de Gram. Leur méthode de coloration a également été ultérieurement recommandée pour la coloration des méningocoques. Ainsi, Wassermann et Kolle ont non seulement développé le premier sérum utilisable pour le traitement de la méningite, mais ils ont également acquis de nouvelles connaissances sur les agents pathogènes responsables de cette maladie.

## Publications
- Ehrlich P, Kossel H, et Wassermann A. (1894). « Ueber gewinnung und verwendung des diphtherieheilserums » DMW-Deutsche Medizinische Wochenschrift, 20(16), 353-355.
- Friedberger E. (1925). August von Wassermann.. Zeitschrift für.
- Heinemann W (1968) « August von Wassermann », JAMA, 205(9), 648-648.
- Kolle, W et Wassermann, A. (1906). « Versuche zur Gewinnung und Wertbestimmung eines Meningococcenserums » DMW-Deutsche Medizinische Wochenschrift, 32(16), 609-612.
- Kraus, R. (1925). « August von Wassermann 1865-1925 », Seuchenbekämpfung und experimentelle Therapie, 11, 104-1069.
- Sachs, H. (1925) « August von Wassermann » Journal of Molecular Medicine, 4(18), 902-903.
- von Wassermann, A. (1915) Experimentelle Untersuchungen über die Wirksamkeit der Typhus-und Choleraschutzimpfung.
- von Wassermann, A. (1914) Zur Frage des Entstehens der Reaktionsprodukte bei der Serodiagnostik auf Lues.
- von Wassermann A et Bruck C (1906) « Experimentelle Studien Uber die Wirkung von Tuberkelbacillen Praparaten » Deut. med. Wochenschr, 32, 449-454 (Lien/résumé).
- Wassermann A (1908) Ueber die Serodiagnostik der Syphilis und ihre praktische Bedeutung für die Medizin.
- Wassermann A (1907) Zur diagnostischen Bedeutung der spezifischen Komplementfixation.
- Wassermann A Neisser A Bruck C (1906) « Eine serodiagnostishe reaction bei syphilis », Dtsch Med Wochenschr, 32, 745-746.
- Wassermann A (1903) « Ueber Agglutinine und Präcipitine » Medical Microbiology and Immunology, 42(1), 267-292 (résumé).
- Wassermann A (1913) Handbuch der pathogenen Mikroorganismen (Vol. 2). G. Fischer.
- Wassermann A (1923) « Ueber experimentelle Grundlagen für eine spezifische Serodiagnostik auf aktive Tuberkulose » DMW-Deutsche Medizinische Wochenschrift, 49(10), 303-308.